# منطقه مایتاغ
منطقه مایتاغ (به زبان اویغوری: مايتاغ رايونى) و یا منطقه دوشانزی (به چینی: 独山子区، به پین‌یین: Dúshānzǐ Qū) یک منطقهٔ شهری در چین است که در شهر در سطح ولایت قارامای واقع شده‌است.
شهر کویتون در همسایگی شمالی منطقهٔ شهری مایتاغ قرار دارد. در غرب شهرهای مایتاغ و کویتون نیز، شهر شیخو قرار دارد. این سه شهر روی هم یک «کلانشهر» با جمعیتی معادل با ۵۷۶٬۴۳۲ نفر (۲۰۲۰ میلادی) تشکیل می دهند.

## جمعیت
| ترکیب قومیتی منطقه مایتاغ | ترکیب قومیتی منطقه مایتاغ | ترکیب قومیتی منطقه مایتاغ | ترکیب قومیتی منطقه مایتاغ | ترکیب قومیتی منطقه مایتاغ |
| ------------------------- | ------------------------- | ------------------------- | ------------------------- | ------------------------- |
| قومیت                     | قومیت                     |                           | درصد                      | درصد                      |
| هان                       | هان                       |                           | ۷۳٫۵٪                     | ۷۳٫۵٪                     |
| اویغور                    | اویغور                    |                           | ۱۶٫۲٪                     | ۱۶٫۲٪                     |
| قزاق                      | قزاق                      |                           | ۴٫۵٪                      | ۴٫۵٪                      |
| هوئی                      | هوئی                      |                           | ۲٫۸٪                      | ۲٫۸٪                      |
| مغول                      | مغول                      |                           | ۰٫۹٪                      | ۰٫۹٪                      |
| منجو                      | منجو                      |                           | ۰٫۵٪                      | ۰٫۵٪                      |
| شیبه                      | شیبه                      |                           | ۰٫۳٪                      | ۰٫۳٪                      |
| روس                       | روس                       |                           | ۰٫۳٪                      | ۰٫۳٪                      |
| ازبک                      | ازبک                      |                           | ۰٫۱٪                      | ۰٫۱٪                      |
| سایر                      | سایر                      |                           | ۰٫۸٪                      | ۰٫۸٪                      |
| منبع سرشماری جمعیت :      |                           |                           |                           |                           |